# Norbert Dobeleit
Norbert Dobeleit (* 17. Juli 1964 in Renchen im Ortenaukreis) ist ein deutscher Fernsehmoderator und ehemaliger Leichtathlet. Für die Bundesrepublik startend, war Dobeleit Ende der 1980er Jahre bis 1990 ein erfolgreicher Sprinter, dessen bedeutendste Leistung die Bronzemedaille bei den Olympischen Spielen 1988 in Seoul im 4-mal-400-Meter-Staffellauf war.

## Leben
Norbert Dobeleits Mutter stammt aus Irlich, einem Stadtteil Neuwieds am Rhein, sein Vater aus Tilsit in Ostpreußen. Seine Kindheit verbrachte er im oberschwäbischen Weingarten. Später zogen seine Eltern nach Neuwied, wo er bei der LG Andernach-Neuwied mit der Leichtathletik begann und Leistungssportler wurde. Erst später wechselte er zum Spitzenverein TV Wattenscheid. Er war in dieser Zeit 1,88 m groß und wog 75 kg.
Dobeleit war mit der Moderatorin Tamara Sedmak verheiratet und hat mit ihr einen Sohn.

## Sporterfolge
- 1983, Junioreneuropameisterschaften: Platz 1 mit der 4-mal-100-Meter-Staffel (39,25 s)
- 1987, Weltmeisterschaften:
  - Platz 5 mit der 4-mal-100-Meter-Staffel (38,73 s)
  - Platz 4 mit der 4-mal-400-Meter-Staffel (2:59,96 min)
- 1988, Olympische Spiele:
  - Platz 3 mit der 4-mal-400-Meter-Staffel (3:00,66 min: Norbert Dobeleit, Edgar Itt, Jörg Vaihinger, Ralf Lübke)
  - 200-Meter-Lauf: im Zwischenlauf ausgeschieden
- 1990, Halleneuropameisterschaften: Platz 1 im 400-Meter-Lauf (46,08 s)[3]
- 1990, Europameisterschaften:
  - Platz 2 mit der 4-mal-400-Meter-Staffel (3:00,64 min: Klaus Just, Edgar Itt, Carsten Köhrbrück, Norbert Dobeleit)
  - Platz 5 im 400-Meter-Lauf (45,42 s)

## Fernsehkarriere
1992 und 1993 moderierte Dobeleit die erste NBA-Basketballsendung Dream Teams beim Sender VOX. Von 1999 bis 2003 leitete er die Sportredaktion der Fernsehsendergruppe ProSieben/N24 und moderierte von 2000 bis 2003 außerdem die N24-Sendungen N24 Sport und das Sportmagazin. Daneben präsentierte er bei den Nachrichtensendungen der Sender ProSieben und Sat.1 den Sportblock. Von September 2005 bis Juli 2006 moderierte er bei ProSieben das Boulevardmagazin BIZZ. In der Saison 2006/2007 moderierte er schließlich beim Pay-TV-Sender Arena.
Seit Mai 2004 leitet Dobeleit als geschäftsführender Gesellschafter die Agentur lucky7even Entertainment für TV-Produktionen und Kommunikation.